# Deutsche Fachkräfteagentur für Gesundheits- und Pflegeberufe
Die Deutsche Fachkräfteagentur für Gesundheits- und Pflegeberufe (DeFa) ist eine vom Staat getragene Gesellschaft mit Sitz in Saarbrücken. Sie soll Zuwanderungsverfahren seitens deutscher Behörden für Pflegepersonal beschleunigen, das von privaten Personalvermittlungsfirmen, Krankenhäusern und Pflegeheimen aus dem Ausland angeworben wurde. Ziel ist es, dass ausländische Pflegekräfte drei Monate nach ihrem Visumantrag nach Deutschland einreisen können, wobei weiterhin die deutschen Auslandsvertretungen über den Visumantrag entscheiden.
Zu den weiteren Aufgaben der Agentur zählen u. a. die Vermittlung zwischen Bewerbern und Arbeitgebern, Unterstützung bei Verfahren in Behörden, die Akkreditierung und Überwachung der Einhaltung sozialer Standards sowie Hilfe bei der Integration vor Ort.
Das Saarland hat die DeFa in „enger Abstimmung“ mit dem Bundesministerium für Gesundheit (BMG) im Oktober 2019 gegründet, die Bezuschussung durch den Bund betrug 4,7 Millionen Euro.